# La liceale
La liceale è un film del 1975 diretto da Michele Massimo Tarantini. Appartiene al ciclo della commedia sexy all'italiana, in voga in quel periodo.

## Trama
La liceale Loredana D'Amico è un'adolescente irrequieta che ha il vantaggio di essere molto bella, ma non si sente compresa dai genitori, che giudica immaturi, ottusi e privi di autorevolezza. I genitori a loro volta non comprendono il carattere della figlia. La madre ha un amante (un tipo sciocco e privo di carattere). Il padre è un ingegnere infedele con relazioni segrete; Loredana, a conoscenza di tutto ciò, si impegna per non seguire i passi dei genitori.
Loredana è la ragazza più desiderata della scuola, apprezzata per il suo sex appeal e il suo aspetto, ma anche sfrontata e smaliziata: stuzzica il professore di italiano, mandandolo in totale confusione, non cede alle lusinghe di Petruccio (un suo ammiratore) e accetta la corte del suo nuovo compagno di classe Gianni ma, dopo aver amoreggiato con lui a lungo, non si concede. Dopo essersi beccata un brutto voto in storia da un supplente decide di vendicarsi: lo adesca facendosi dare un passaggio in macchina. Una volta soli, Loredana si sfila le mutandine nascondendole nella borsa del docente per far credere a Gianni di essere stata molestata. Ostacola continuamente sua madre e rovina i suoi tentativi di incontrarsi di nascosto con l'amante, coprendo invece le continue tresche del padre con le sue giovani segretarie.
Loredana, presa definitiva coscienza del suo potere seduttivo, incomincia a far invaghire i professori che le danno brutti voti per continuare in tranquillità l'anno scolastico. Un giorno conosce il dott. Salvi, collaboratore del padre; con lui, ha il suo primo rapporto sessuale  e se ne innamora. Decide di andare via di casa per seguire il professor Salvi aTorino ma quest'ultimo torna di nascosto da moglie e figli piantando Loredana in asso. Solo l'intervento di Gianni, ancora determinato a conquistare il cuore della ragazza, farà innamorare Loredana che comincerà proprio con Gianni una relazione stabile.

## Personaggi
- Loredana: una studentessa liceale, desiderata e corteggiata da molti. Avendo brutti voti a scuola, le piace provocare i professori per ottenere risultati migliori, e aiuta i compagni di classe in difficoltà mostrando abilmente le sue gambe e le sue mutandine ai professori. E' una ragazza molto sensuale, disinibita, dispettosa, ribelle, indipendente, irrequieta, sfrontata e poco intelligente che usa la sua innocente bellezza per ottenere i favori degli uomini e a volte si caccia in vari guai per questo motivo.
- Ingegner Salvi: torinese, si reca a Roma solo per affari. Uomo distinto e ben posizionato. Tra i suoi clienti c'è la ditta del padre di Loredana, che una mattina li fa conoscere. La ragazza è subito colpita dalla sua bellezza di uomo maturo. È convinta che con lui possa trovare l'amore. Loredana gli offre la sua verginità su un piatto d'argento.
- Professor Guidi: supplente di Italiano di origine napoletana e Storia nella classe di Loredana. E' il protagonista di diversi sketch comici. Una mattina dà un quattro a Loredana, che è impreparata in storia. La ragazza non sopporta di aver fatto una figuraccia e decide di dargli una lezione: all'uscita da scuola si fa dare un passaggio sulla Fiat 500 del professore fingendo successivamente di essere stata molestata. La stessa sera, Gianni con tre amici, tende un agguato notturno al professore. Inaspettatamente, il docente rivela doti da perfetto pugile e i quattro vengono presi a calci e pugni, tornando a casa pieni di lividi.
- Gianni: ragazzo italiano cresciuto in America. Riesce a sedurre Loredana e si innamora di lei, ma non è ricambiato. Lotta e non demorde fino alla fine. È un ragazzo di bell'aspetto e passionale.
- Petruccio: sfaticato studente con l'hobby della pittura e del disegno dalle origini siciliane. Vede Loredana interamente nuda e ci prova, ma viene respinto. Avrà una relazione con Lucia, che lo corteggia nel suo atelier di pittura proprio nello stesso momento in cui Loredana è a fare il bagno con Gianni.
- Genitori di Loredana: separati ed entrambi occupati in relazioni. La madre ha un amante fisso, mentre il padre esce con donne molto più giovani di lui. La figlia sa tutto, ma non giudica i suoi genitori. Loredana vive con la madre. Tutte le volte che torna a casa prima del solito orario, interrompe gli amplessi della madre con l'amante, il quale è costretto a nascondersi e poi a uscire furtivamente. Loredana è divertita dell'imbarazzo che provoca nella madre.
- Monica: compagna di classe di Loredana. Entra in un giro di prostituzione e cerca di convincere l'amica a farne parte.
- Lucia: compagna di classe di Loredana, dallo spiccato accento bolognese. Non ha un ragazzo che le fa il filo ma è molto intraprendente.

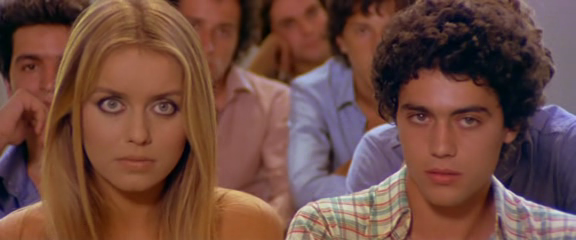
Gloria Guida e Rodolfo Bigotti
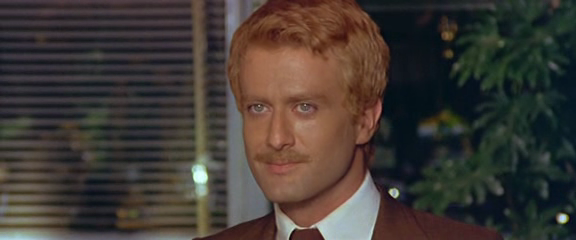
Giuseppe Pambieri
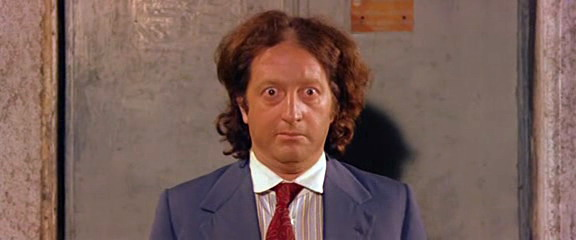
Gianfranco D'Angelo
Mario Carotenuto e Gisella Sofio
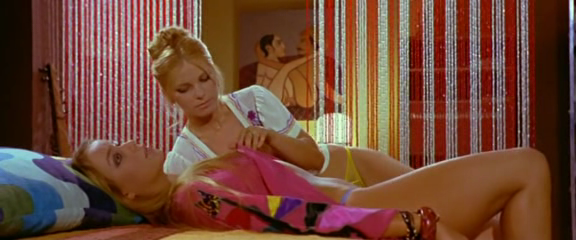
Gloria Guida e Ilona Staller
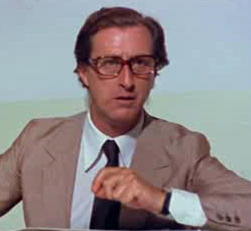
Renzo Marignano
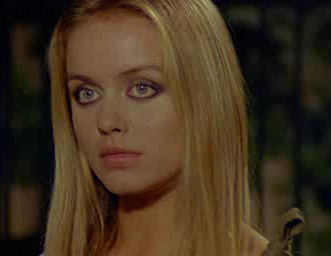
Un'altra scena di Gloria Guida
Gisella Sofio
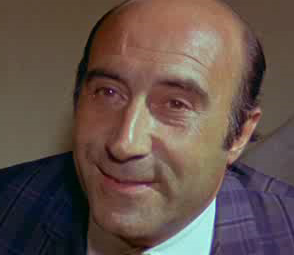
Enzo Cannavale

## Riprese
Nonostante l'evidenza (in una scena si vede anche la cupola di San Pietro) c'è, come Marco Giusti, chi ha scritto che il film è stato girato a Trani. In realtà venne completamente girato a Roma. Il liceo utilizzato è il Marymount sulla Nomentana (usato anche per Phenomena)  filmato sia in interni che in esterni con altri esterni girati in giro per la capitale, a Oriolo Romano e alle cascate di Monte Gelato. Se mai hanno girato nella casa di Lino Banfi, che nel film non c'è, deve essere stata quella romana.

## Produzione
Il regista nell'intervista allegata al DVD ha rivelato che in origine il copione era più erotico e che lo modificò in corso d'opera aggiungendo più parti comiche. Il produttore Martino accortosi della cosa arrivò ad interrompere le riprese, ma il regista, inizialmente redarguito (era solo al secondo film), lo convinse a continuare. Tuttavia il film risulta comunque più spinto di quelli che seguiranno (ci sono diversi nudi integrali e una scena di sesso più realistica della media).

## Censura
Inizialmente venne rigettato in censura con l'accusa di oscenità per poi circolare col divieto ai minori di 18 anni. 
Dal 1985 il divieto è stato abbassato ai 14 anni ma previ 214 metri (ben 8 minuti) di tagli. 
Il DVD della Federal Video, ora fuori catalogo, è integrale nonostante riporti il divieto ai 14 che riguarda solo la versione tagliata.

## Distribuzione
Il film è stato distribuito dalla Inter Record il 31 ottobre 1975. Il doppiaggio venne affidato alla Cine Video Doppiatori.
Il film è stato distribuito il 13 aprile 1977 in Francia, il 10 febbraio 1978 in Germania.

## Seguiti
- La liceale nella classe dei ripetenti, film del 1978 diretto da Mariano Laurenti
- La liceale seduce i professori, film del 1979 diretto da Mariano Laurenti
- La liceale, il diavolo e l'acquasanta, film del 1979 diretto da Nando Cicero